# Ксенија Захарова Воловик
Ксенија Павловна Захарова-Воловик (блр. Ксенія Паўлаўна Захарава-Валавік), рођена Оксана Павловна Захарова (блр. Аксана Паўлаўна Захарава), професионална је певачица и интерпретатор руских народних песама и романса.

### Биографија
Ксенија Павловна је рођена 13. октобра 1977. у обласном главном граду Казахстана - Кизилорда. Одрасла је у великој музичкој породици, у Перм региону, где је провела детињство. Ступа на професионалну сцену у шестој години. Према речима стручњака, још у најранијем узрасту поседује изузетне, јединствене вокалне способности.

#### Ксенија Захарова-Воловик у друштвеним мрежама
- Званична презентација певачице:
- Званична презентација певачице
- Званична презентација певачице [мртва веза]
- Званична презентација певачице:
- Постер са солистичког концерта у Словачкој
- Постер са солистичког концерта у Мађарској